# Entrevistas com a História
Entrevistas com a História (no original em italiano, Intervista con la storia) é um livro de Oriana Fallaci, escritora e jornalista italiana escrito em 1974.
É uma coletânea de entrevistas realizadas com personalidades, sobretudo políticas, para o jornal L'Europeo:
- Henry Kissinger, Secretário de Estado dos Estados Unidos[3]
- Nguyễn Văn Thiệu, Presidente do Vietname do Sul
- Võ Nguyên Giáp, Secretário da Comissão Militar Central do Partido Comunista do Vietname do Norte
- Golda Meir, Primeira-ministra de Israel
- Yasser Arafat, Líder da Organização para a Libertação da Palestina
- Rei Hussein da Jordânia
- Indira Gandhi, Primeira-ministra da Índia
- Zulfikar Ali Bhutto, Presidente do Paquistão
- Willy Brandt, Chanceler da Alemanha
- Pietro Nenni, ex-Secretário-Geral do Partido Socialista Italiano
- Mohammad Reza Pahlavi, Xá da Pérsia
- Hélder Câmara, Arcebispo-emérito de Olinda e Recife
- Arcebispo Makarios III, Presidente do Chipre
- Alexandros Panagoulis, oposicionista da Ditadura dos coronéis grega